# Еления
Еления (на английски: The Elenium) е фентъзи-поредица от Дейвид Едингс. На български език е издадена само първата част от поредицата — „Диамантения Трон“ („The Diamond Throne“). Еления съдържа още две книги — „Рубинения Рицар“ („The Ruby Knight“) и „Сапфирената Роза“ („The Sapphire Rose“). В трилогията се разказва за рицаря Спархоук, който се бори със силите на злото. Историята от Еления е продължена в поредицата „Тамули“.